# Жукова, Инна Ивановна
И́нна Ива́новна Жу́кова (бел. Іна Іванаўна Жукава; род. 6 сентября 1986, Краснодар) — белорусская спортсменка, серебряный призёр олимпийских игр, представляет художественную гимнастику в индивидуальных упражнениях. Заслуженный мастер спорта Республики Беларусь (2008).

## Биография
Инна Жукова начала заниматься художественной гимнастикой с 4 лет. До двенадцати лет тренировалась в России в городе Краснодар, но потом была приглашена выступать за сборную Беларуси. Тренировалась у Ирины Лепарской, Шмаковой Натальи Евгеньевны.
Дебют в международных соревнованиях пришёлся у Инны на Олимпийские игры в Афинах (2004). Она заняла 7-е место в индивидуальном многоборье с оценкой 100.575 (обруч 25.00; мяч 25.300; булавы 25.200; лента 25.075).
В 2005 году стала бронзовым призёром чемпионата мира в Баку и чемпионата Европы в Москве в упражнениях с мячом.
На Олимпийских играх в Пекине (2008) завоевала серебряную медаль в многоборье с результатом 71.925 (скакалка 18.125; обруч 18.125; булавы 17.850; лента 17.825).

## Политические взгляды
Подписала открытое письмо спортивных деятелей страны, выступающих за действующую власть Беларуси после жестких подавлений народных протестов в 2020 году.

## Инна Жукова на Олимпийских играх
- Олимпийские игры 2004, Афины — 7-е место, индивидуальное многоборье.
- Олимпийские игры 2008, Пекин — 2-е место, индивидуальное многоборье.